# Boodi Gere, Shimoga
Boodi Gere là một làng thuộc tehsil Shimoga, huyện Shimoga, bang Karnataka, Ấn Độ.